# 努斯库
努斯库（Nusku）是巴比伦和亚述神话中光明神及火神的名字，与吉尔拉（Girra）——原来的吉比尔难以区分。
努斯库既是天上，也是大地之火的象征。作为前者，因为他是天神安努的儿子，但同样，他与尼普尔的大地之神恩利勒也有关系，被看作是恩利勒的第一个儿子。他的一个崇拜中心是在亚述的哈兰城，在那里，由于对月亮的崇拜占主导地位，因此，他也被视是月神欣的儿子，尽管当努斯库成为恩利勒的儿子时，恩利勒尚未娶欣的母亲宁利勒，欣还未出生。努斯库还被成是水神，伟大的净化者埃亚（Ea）的一面。作为这一角色，他常被请求来清除造成身体痛苦的疾病和恶魔。
火神通常也被视作是艺术的守护神和文明之神，因为火的发现和使用与人类的进步有着自然的联系。在其他民族中，火神被看成第三个家庭保护者。他成为人类与神之间的中介，因为通过祭坛上的火，才能被带入神的世界。
虽然在巴比伦和亚述都发现了努斯库和吉尔鲁的神庙和圣殿，但与其他的神相比，对他崇拜更多的只是象征意义。

## 参阅文献
1. ↑  鲁刚 (编). . . 沈阳: 辽宁人民出版社: 392. 1989. ISBN 7-205-00960-X. NLC 000502980.